# Reichsgau Wien

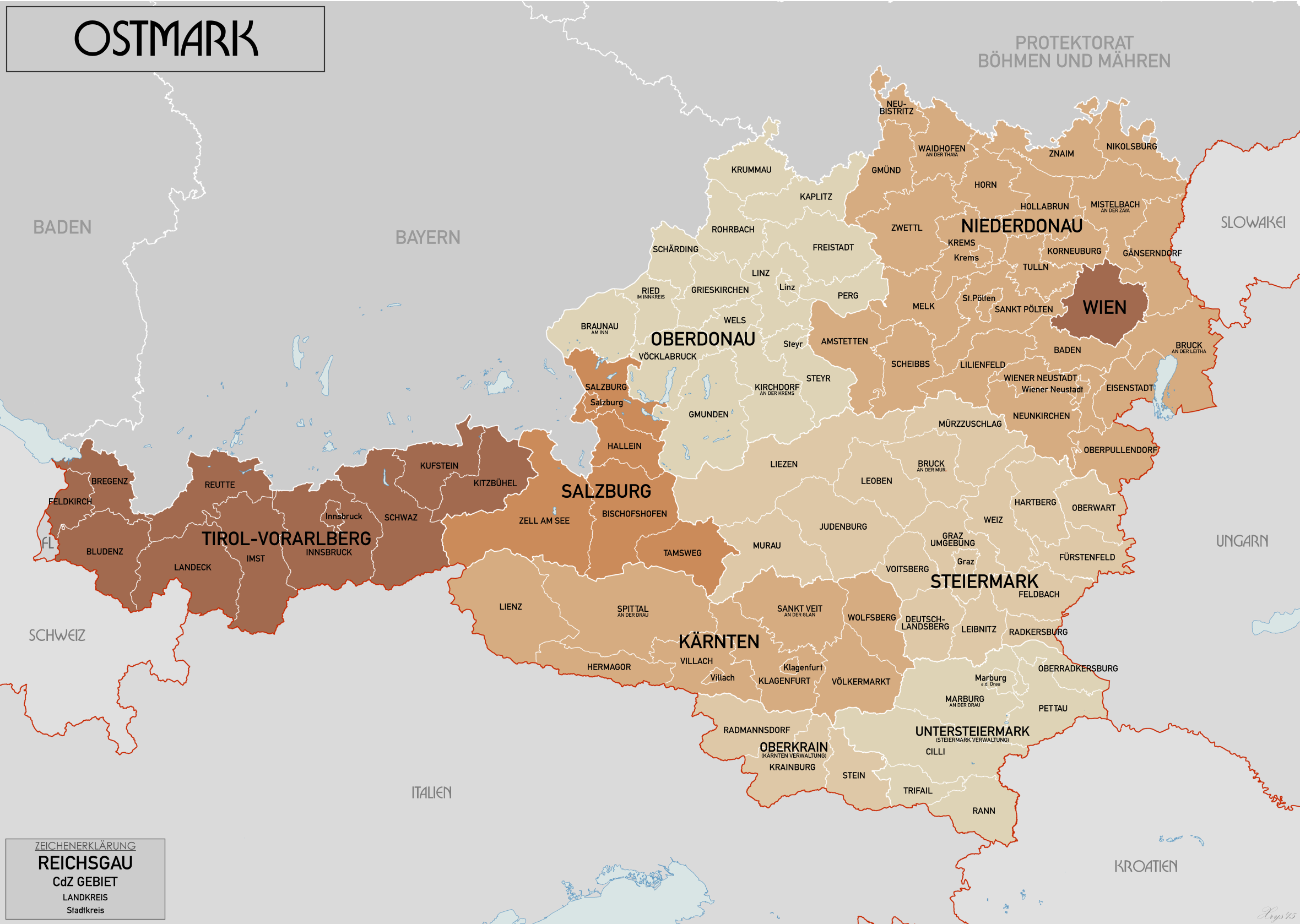
Ostmark 1941: Reichsgaue, Land- und Stadtkreise

Der Reichsgau Wien war einer von sieben nach dem Ostmarkgesetz zum 1. Mai 1939 gebildeten Reichsgauen des Deutschen Reichs im 1938 angeschlossenen Österreich und bestand aus dem am 15. Oktober 1938 gebildeten Groß-Wien bis 1945. Von 1939 bis 1942 wurden die sieben Reichsgaue im ehemaligen Österreich als Ostmark, ab 1942 als Alpen- und Donau-Reichsgaue bezeichnet, um jeglichen Bezug zum früheren Österreich zu beseitigen.

## Geschichte
Der Parteigau der NSDAP für die Stadt Wien wurde 1926 gegründet und richtete 1931 unter Alfred Eduard Frauenfeld an der Hirschengasse 25 in Mariahilf die Gauleitung im so genannten Adolf-Hitler-Haus ein. Wegen des Parteiverbots 1933 arbeitete die Partei bis 1938 illegal. 1939 entstand durch das Ostmarkgesetz der Reichsgau Wien. Der Reichsjugendführer Baldur von Schirach übernahm ihn 1940, ab 1942 zusätzlich als Reichsverteidigungskommissar.
Die NSDAP-Gauleiter (ab 1939 gleichzeitig Reichsstatthalter des jeweiligen Reichsgaues), waren:
- 1926: Robert Derda
- 1928: Eugen Werkowitsch
- 1930: Alfred Eduard Frauenfeld
- 1937: Leopold Tavs
- 1938: Franz Richter[3]
- 1938: Odilo Globocnik
- 1939: Josef Bürckel
- 1940: Baldur von Schirach

Stellvertreter des Gauleiters war SS-Brigadeführer Karl Scharitzer, Stellvertreter des Reichsstatthalters war Regierungspräsident Hans Dellbrügge.

## Gliederungen der NSDAP (Auswahl)
- SA-Gruppe Donau[4]
- SS-Oberabschnitt Donau: SS-Abschnitt XXXI, 11. SS-Standarte, 89. SS-Standarte
- NSKK-Motorgruppe Südost
- NS-Fliegerkorps: Gruppe 17 (Ostmark): Wien (Standarte 112)
- Hitlerjugend (HJ): Gebiet Wien (Gebiet 27)
- NS-Frauenschaft Wien
- NSD-Dozentenbund
- NSD-Studentenbund
- DAF-Oberdonau: Hauptarbeitsgebiete I und II
- NS-Volkswohlfahrt Wien (NSV)
- Reichsbund der deutschen Beamten Oberdonau (RDB)
- NS-Lehrerbund Wien (NSLB)
- NS-Rechtswahrerbund Wien (NSRB)
- NS-Kriegsopferversorgung Wien (NSKOV)
- NS-Bund Deutscher Technik Wien (NSBDT)
- NSD-Ärztebund Wien